# Team Europcar/Saison 2015
Diese Liste beschreibt die Mannschaft und die Erfolge des Radsportteams Team Europcar in der Saison 2015.

## Erfolge in der UCI Africa Tour
| Datum      | Rennen                                   | Kat. | Sieger     |
| ---------- | ---------------------------------------- | ---- | ---------- |
| 1. Februar | Namibische Meisterschaft – Straßenrennen | CN   | Dan Craven |

## Erfolge in der UCI Europe Tour
| Datum         | Rennen                                 | Kat. | Sieger             |
| ------------- | -------------------------------------- | ---- | ------------------ |
| 6. Februar    | 3. Etappe Étoile de Bessèges           | 2.1  | Bryan Coquard      |
| 26. März      | Classica Corsica                       | 1.1  | Thomas Boudat      |
| 19. April     | 3. Etappe Vuelta a Castilla y León     | 2.1  | Pierre Rolland     |
| 17.–19. April | Gesamtwertung Vuelta a Castilla y León | 2.1  | Pierre Rolland     |
| 6. Mai        | 1. Etappe Quatre Jours de Dunkerque    | 2.HC | Bryan Coquard      |
| 16. Mai       | 3. Etappe Rhône-Alpes Isère Tour       | 2.2  | Fabrice Jeandesboz |
| 19. Juni      | 2. Etappe Route du Sud                 | 2.1  | Bryan Coquard      |
| 21. Juni      | 4. Etappe Route du Sud                 | 2.1  | Bryan Coquard      |

## Zugänge – Abgänge
| Zugänge            | Team 2014 | Abgänge          | Team 2015       |
| ------------------ | --------- | ---------------- | --------------- |
| Thomas Boudat      | Neoprofi  | Davide Malacarne | Astana Pro Team |
| Julien Morice      | Neoprofi  | Kévin Réza       | FDJ             |
| Guillaume Thévenot | Neoprofi  | Björn Thurau     | Bora-Argon 18   |
|                    |           | Natnael Berhane  | MTN-Qhubeka     |
|                    |           | Christophe Kern  | Unbekannt       |

## Mannschaft
| Name                | Geburtstag         | Nationalität |              |
| ------------------- | ------------------ | ------------ | ------------ |
| Yukiya Arashiro     | 22. September 1984 | Japan        |              |
| Giovanni Bernaudeau | 25. August 1983    | Frankreich   |              |
| Thomas Boudat       | 24. Februar 1994   | Frankreich   |              |
| Bryan Coquard       | 25. April 1992     | Frankreich   |              |
| Jérôme Cousin       | 5. Juni 1989       | Frankreich   |              |
| Dan Craven          | 1. Februar 1983    | Namibia      |              |
| Antoine Duchesne    | 12. September 1991 | Kanada       |              |
| Jimmy Engoulvent    | 7. Dezember 1979   | Frankreich   |              |
| Cyril Gautier       | 26. September 1987 | Frankreich   |              |
| Yohann Gène         | 25. Juni 1981      | Frankreich   |              |
| Romain Guillemois   | 28. März 1991      | Frankreich   |              |
| Tony Hurel          | 1. November 1987   | Frankreich   |              |
| Fabrice Jeandesboz  | 4. Dezember 1984   | Frankreich   |              |
| Vincent Jérôme      | 26. November 1984  | Frankreich   |              |
| Morgan Lamoisson    | 7. September 1988  | Frankreich   |              |
| Yannick Martinez    | 4. Mai 1988        | Frankreich   |              |
| Maxime Méderel      | 19. September 1980 | Frankreich   |              |
| Julien Morice       | 20. Juli 1991      | Frankreich   |              |
| Bryan Naulleau      | 17. März 1988      | Frankreich   |              |
| Alexandre Pichot    | 6. Januar 1983     | Frankreich   |              |
| Perrig Quéméneur    | 26. April 1984     | Frankreich   |              |
| Pierre Rolland      | 10. Oktober 1986   | Frankreich   |              |
| Romain Sicard       | 1. Januar 1988     | Frankreich   |              |
| Guillaume Thévenot  | 13. September 1993 | Frankreich   |              |
| Angélo Tulik        | 2. Dezember 1990   | Frankreich   |              |
| Thomas Voeckler     | 22. Juni 1979      | Frankreich   |              |
| Stagiaires          | Stagiaires         | Nationalität | Nationalität |
| Romain Guyot        | Romain Guyot       | Frankreich   |              |
| Taruia Krainer      | Taruia Krainer     | Frankreich   |              |
| Simon Sellier       | Simon Sellier      | Frankreich   |              |